# Penthésilée (Wolf)
Pour les articles homonymes, voir Penthésilée (homonymie).
Le poème symphonique Penthésilée (Penthesilea) est la seule œuvre symphonique pour grand orchestre du compositeur autrichien Hugo Wolf (1860-1903), si l'on excepte les esquisses précoces, détruites puis rassemblées, d'une symphonie (1876-1877).
La pièce s'inspire de la tragédie du même nom de Heinrich von Kleist. Elle dépeint les actions de Penthésilée, reine des Amazones, qui tour à tour combat à Troie, rêve d'amour, et meurt de haine et de passion. Elle fut composée entre 1883 et 1885, et comporte trois parties :
- Départ des Amazones pour Troie
- Le Rêve de Penthésilée lors de la fête de la Rose
- Combats, passions, folie, destruction

L'œuvre se retrouva au centre d'une polémique, née des critiques proférées par Wolf, placé sous l'influence de Wagner, de Liszt et de Berlioz , contre Brahms. Wolf fut dès lors la cible des admirateurs fervents de Brahms. Hans Richter accepta de jouer l'œuvre avec l'orchestre philharmonique de Vienne le 15 octobre 1886, Richter interrompit l'exécution à ce moment précis et dit, sous les rires des musiciens : « Messieurs, je ne voudrais pas insister pour vous faire jouer cette pièce jusqu'à la fin ; je voulais seulement que vous entendiez mieux ce que peut composer l'homme qui a osé écrire de telles choses contre notre maître Brahms. » Cette scène a contribué à jeter l'œuvre dans l'oubli, et elle reste rarement jouée encore aujourd'hui, bien que les spécialistes la reconnaissent comme un des sommets de la forme du poème symphonique, dépassant pour certains celle de Richard Strauss du point de vue de l'instrumentation et de la puissance d'évocation, et annonçant l'écriture de Mahler.
Rarement joué, Penthésilée a été encore plus rarement enregistré. Daniel Barenboïm l'a gravé, avec l'Orchestre de Paris, ainsi qu'Otmar Suitner.